# Jan Pasák
Jan Pasák (* 27. února 1975) je bývalý český fotbalový obránce.

## Fotbalová kariéra
V české lize hrál za SK Dynamo České Budějovice. V české lize nastoupil k 7 utkáním v sezóně 1993/1994. Svá nejlepší léta Pasák podle svého názoru prožil v TJ Jiskra Třeboň za trenéra Jindřicha Dejmala, který klub během dvou sezón (1995–1997) dovedl z krajského přeboru do třetí ligy. Od roku 2004 Pasák rovněž trénoval. V závěru kariéry působil v letech 2008–2010 jako hrající trenér FK Lažiště. Kvůli problémům s kotníky fotbalovou kariéru ukončil a od roku 2012 se závodně věnuje triatlonu.

## Ligová bilance
| Ročník                            | Zápasy | Góly | Klub                       |
| --------------------------------- | ------ | ---- | -------------------------- |
| 1. česká fotbalová liga 1993/1994 | 7      | 0    | SK Dynamo České Budějovice |
| Česká fotbalová liga 1997/1998    | -      | 0    | FK Jiskra Otavan Třeboň    |
| Česká fotbalová liga 1998/1999    | -      | 0    | FK Jiskra Otavan Třeboň    |
| CELKEM 1. liga                    | 7      | 0    |                            |